# Emily Cumming Harris
Emily Cumming Harris (* 18. April 1837 in Plymouth, England; † 5. August 1925 in Nelson, Neuseeland) war eine neuseeländische Malerin. Sie war eine der ersten professionellen Malerinnen Neuseelands und malte mit Aquarellfarben hauptsächlich neuseeländische Pflanzen.

## Leben und Werk

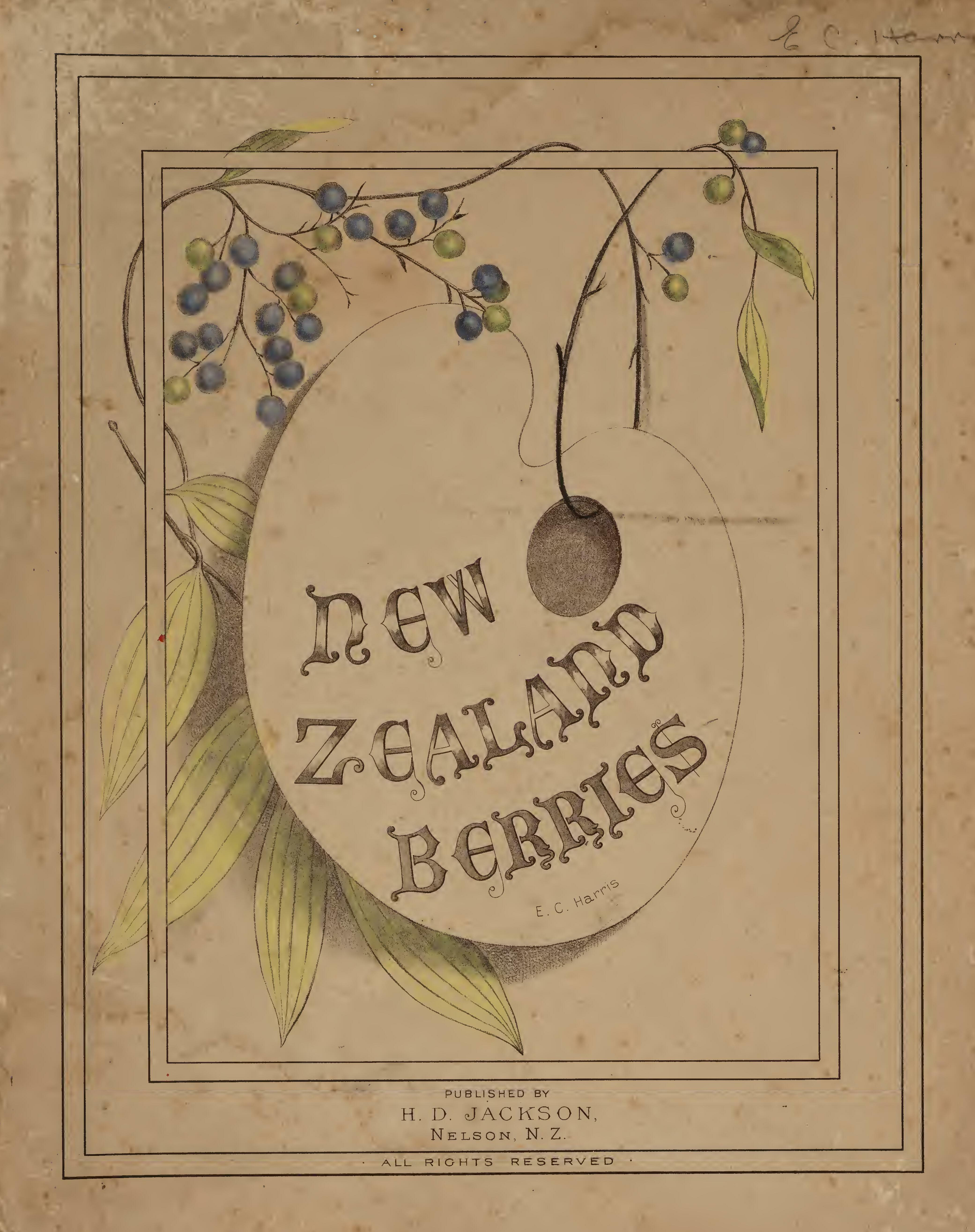
Handkolorierte Lithographie von Emily Harris

Harris war die Tochter von Sarah Hill Harris und ihrem Ehemann, dem Landvermesser und Bauingenieur Edwin Harris. Sie segelte mit ihren Eltern, einem älteren Bruder und einer jüngeren Schwester am 12. November 1840 von Plymouth aus auf dem ersten Einwandererschiff der Plymouth Company of New Zealand, auf der William Bryan. Sie erreichten am 31. März 1841 New Plymouth. Ihr Vater skizzierte die erste Sicht auf Neuseeland. Er gilt als einer der neuseeländischen Künstler der zweiten Hälfte des 19. Jahrhunderts und war der erste Künstler aus der Region Taranaki. Vor der Abreise aus Plymouth wurde jedem Auswanderer ein kostenloses Grundstück in New Plymouth versprochen.
Ihre Mutter gründete eine Grundschule und Harris unterstützt sie später als Hilfslehrerin. Infolge des Waitara-Krieges zog die Familie Harris, wie viele andere Bewohner von Taranaki, um 1860 nach Nelson. Harris wurde nach Hobart geschickt, um Kunst zu studieren. Nach dem Ende der Kämpfe blieb die Familie in Nelson. Ihr Vater wurde Kunstlehrer am Nelson College und unterrichtete dann zwanzig Jahre lang Zeichnen an der Bishop of Nelson’s School. Harris und ihre Schwestern Frances und Ellen leiteten eine kleine Privatschule in Nelson und unterrichteten auch Musik, Tanz und Zeichnen.
Von 1885 bis 1890 führte Harris ein Tagebuch, das sich heute im Taranaki-Museum befindet. Sie malte insbesondere einheimischer Pflanzen, Landschaften und, wie in ihrem Tagebuch verzeichnet, einige Stillleben und Vogelleben. Nach dem Besuch der Melbourne Exhibition 1880 begann sie auf Satin und farbigem Papier zu malen. Später malte sie einige ihrer Gemälde in Öl. Trotz der Kosten für die Verpackung und den Versand ihrer Kunstwerke, zu denen Paravents, Tischplatten und Kaminvorhänge gehörten, stellte sie ihre Arbeiten auf Ausstellungen in Neuseeland und im Ausland aus. 1879 wurde ihr auf der Sydney International Exhibition ein erster Verdienstgrad verliehen ebenso auf der Melbourne International Exhibition 1880. Auf der neuseeländischen Industrieausstellung in Wellington 1885 gewann sie den ersten Preis und eine Silbermedaille für einen bemalten Paravent und den dritten Preis für eine Tischplatte. 1886 erhielt sie eine Auszeichnung für ihre Arbeiten, die auf der Colonial and Indian Exhibition in London gezeigt wurden. Sie stellte 1888 auf der Melbourne Centennial Exhibition aus und organisierte 1889 und 1890 Ausstellungen ihrer eigenen Werke und der Werke ihres Vaters und ihrer Schwestern in Nelson, Wellington, New Plymouth und Stratford sowie 1899 in New Plymouth.
1924 kaufte die Alexander Turnbull Library 63 ihrer Aquarelle neuseeländischer Pflanzen. Ein Satz von drei Drucken aus dieser Sammlung wurde 1968 in einer Auflage von 2.500 Exemplaren herausgegeben, und 1979 erschien eine weitere Auflage von vier verschiedenen Drucken.
1890 veröffentlichte Harris drei Bücher, die auch als Sammelband Flowers, Ferns and Berries of New Zealand verkauft wurden. Jedes enthielt 12 Lithographien mit beschreibendem Text, und einige Exemplare wurden von Harris selbst handkoloriert. Sie konnten jedoch nicht mit den gröberen Chromolithographien konkurrieren, die zur Illustration mehrerer anderer, populärerer botanischer Werke dieser Zeit verwendet wurden. Harris illustrierte 1890 auch ein Kinderbuch von Sarah Moore Fairyland in New Zealand: a Story of the Caves.

## New Zealand Mountain Flora
Eine weitere Sammlung von 29 Tusche- und Aquarellstudien zur neuseeländischen Bergflora, die sie in den 1890er Jahren erstellte, wurde nie veröffentlicht. Harris arbeitete Ende der 1890er Jahre und erneut 1910 an ihrem Bergflora-Projekt und hoffte, dass ihr englischer Cousin Lord Stuart Rendel und seine Frau Ellen dabei helfen würden, das Buch in England zu veröffentlichen. Als 1914 nach dem Tod beider Rendels der Krieg ausbrach, wurde das Buch nicht veröffentlicht. Die New Zealand Mountain Flora gelangte in den Besitz des Sammlers und Kunsthändlers Ken Webster, der von 1944 bis zu seinem Tod 1967 in Großbritannien tätig war. 1970 wurde in London eine Sammlung neuseeländischer Manuskripte aus Websters Nachlass versteigert. Die Sammlung wurde von der Alexander Turnbull Library gekauft und Harris neuseeländischen Bergflora gehörte zu dem Inhalt der Sammlung.

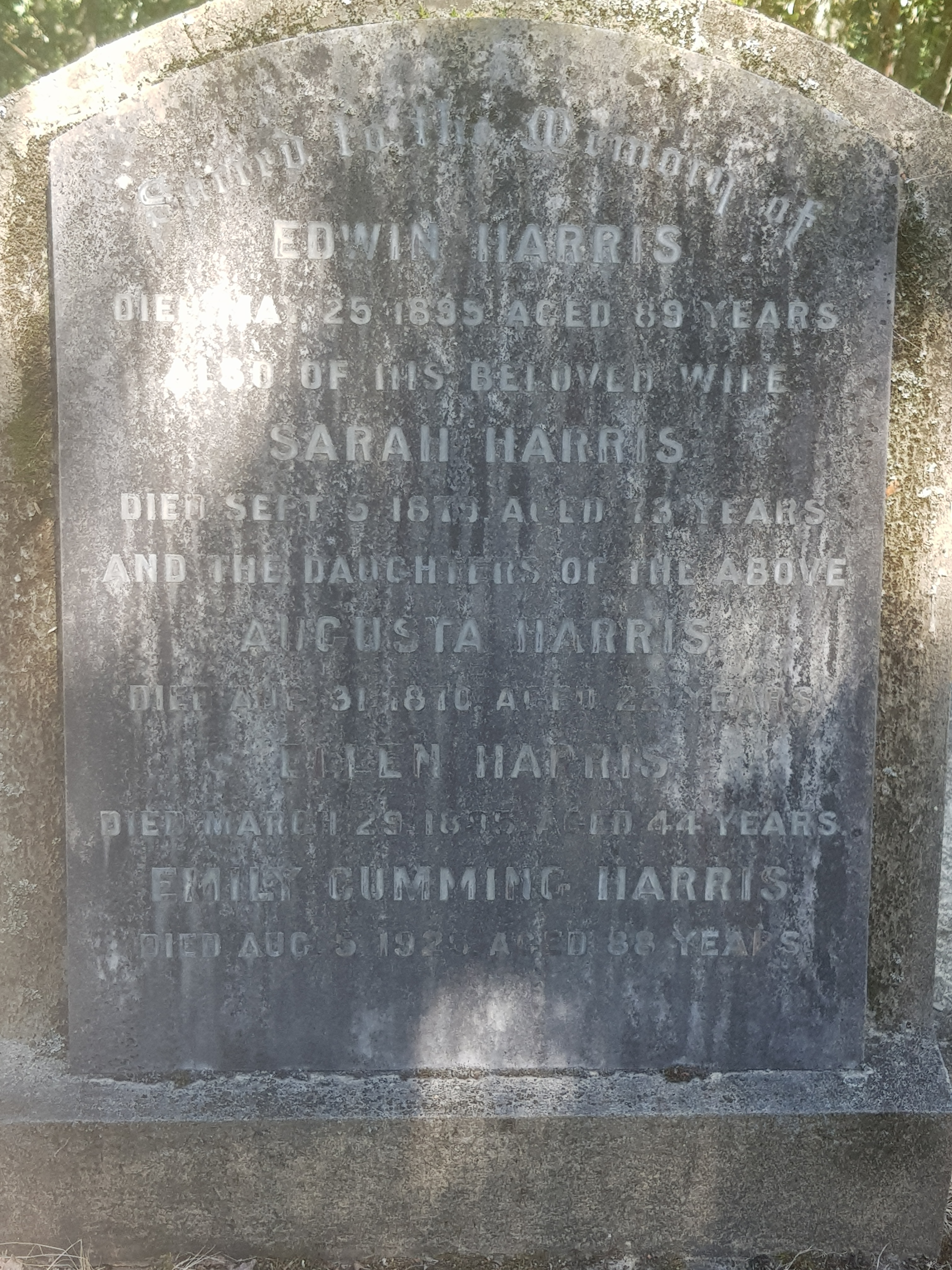
Das Grab von Emily Cumming Harris, Wakapuaka-Friedhof

Harris war Mitglied der Nelson Ladies’ Art Society. Sie starb am 5. August 1925 im Alter von 88 Jahren in Nelson.

## Auswahl verschiedener Gemälde von Emily Cumming Harris

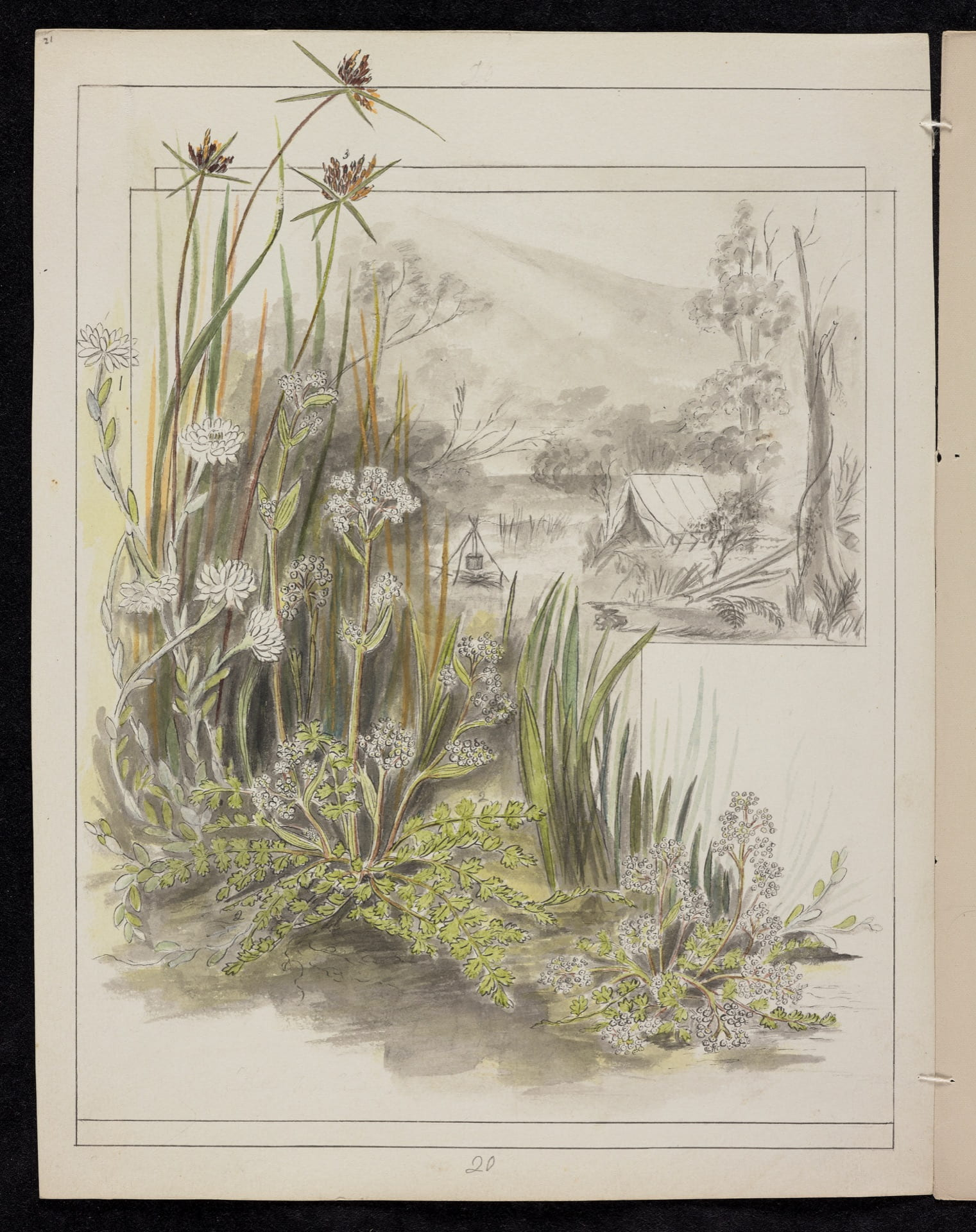
Gnaphalium bellidioides, Ligusticum aromaticum und Cyperus ustulatus in der unveröffentlichten neuseeländischen Bergflora
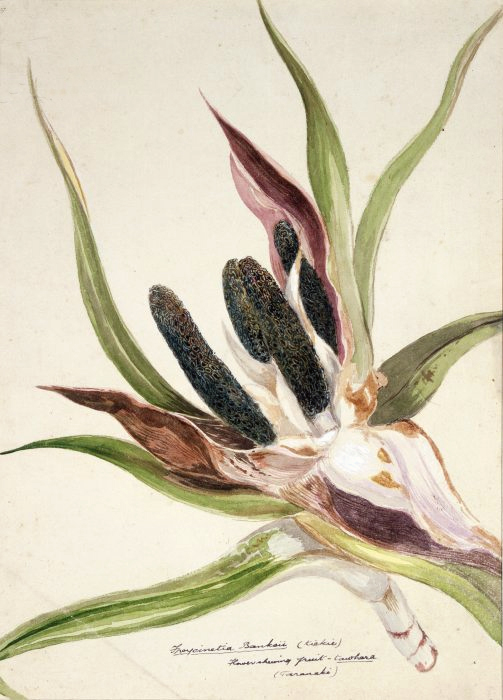
Blüten, Früchte und Blätter von Kiekie Freycinetia banksii. Die Früchte werden Pātangatanga oder Ureure genannt, die essbaren Hochblätter werden Tāwhara genannt
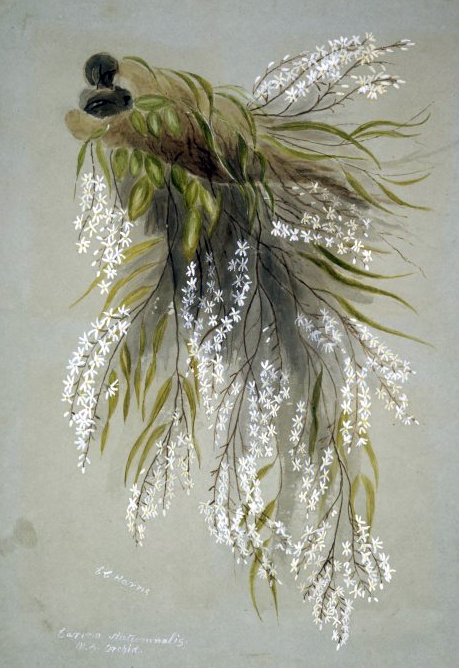
Earina autumnalis
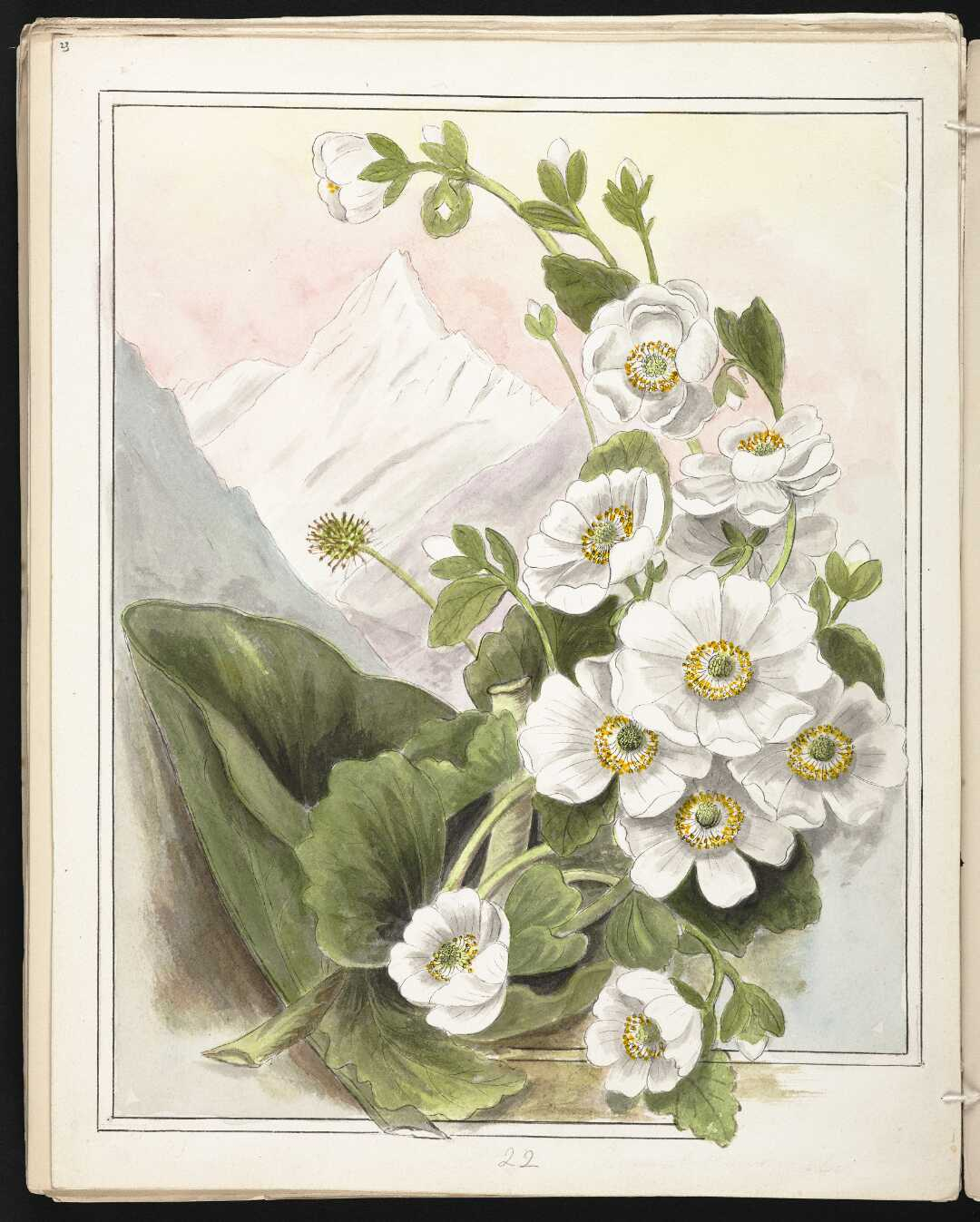
Mount-Cook-Lilie - Ranunculus Lyallii
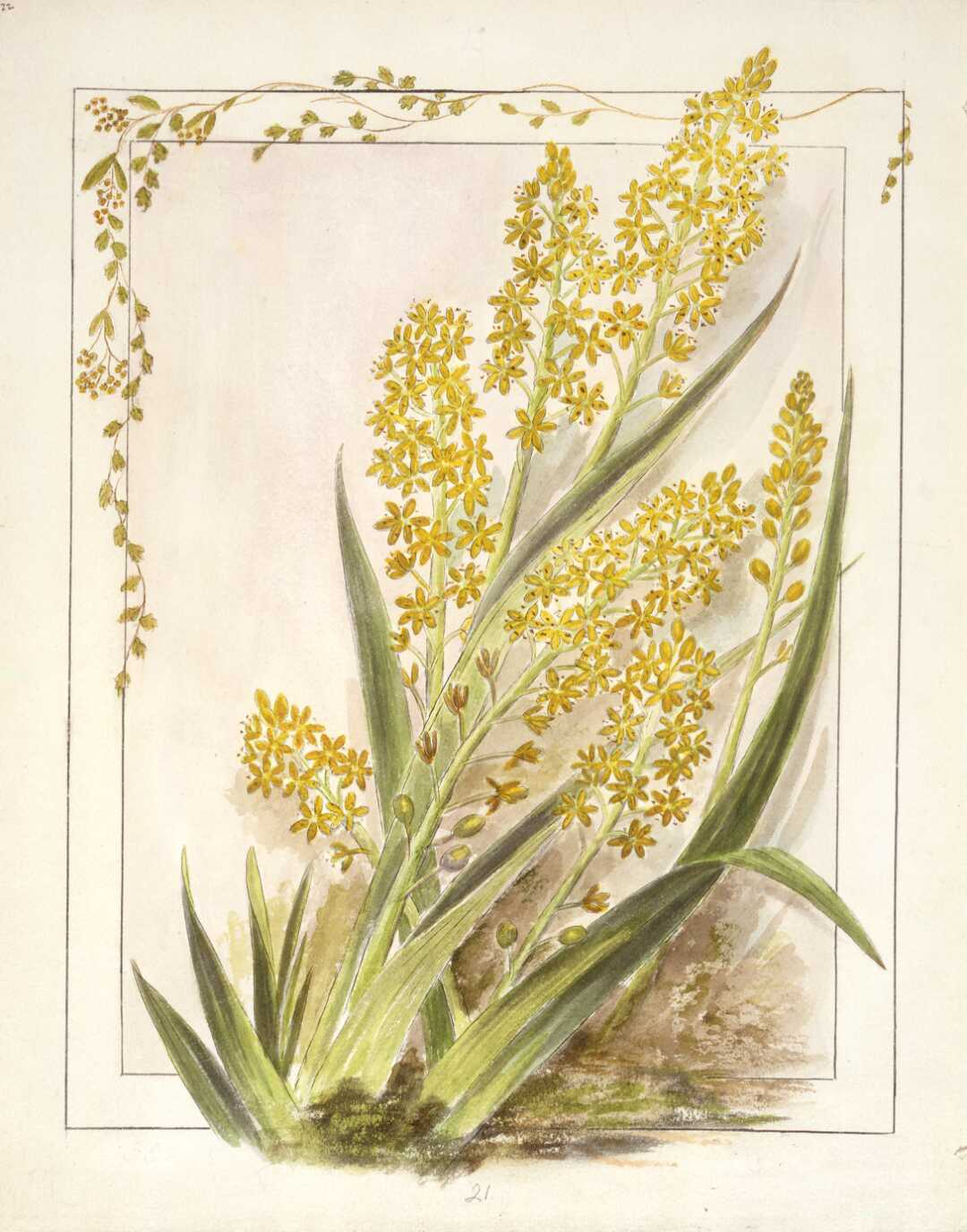
Anthericum hookeri
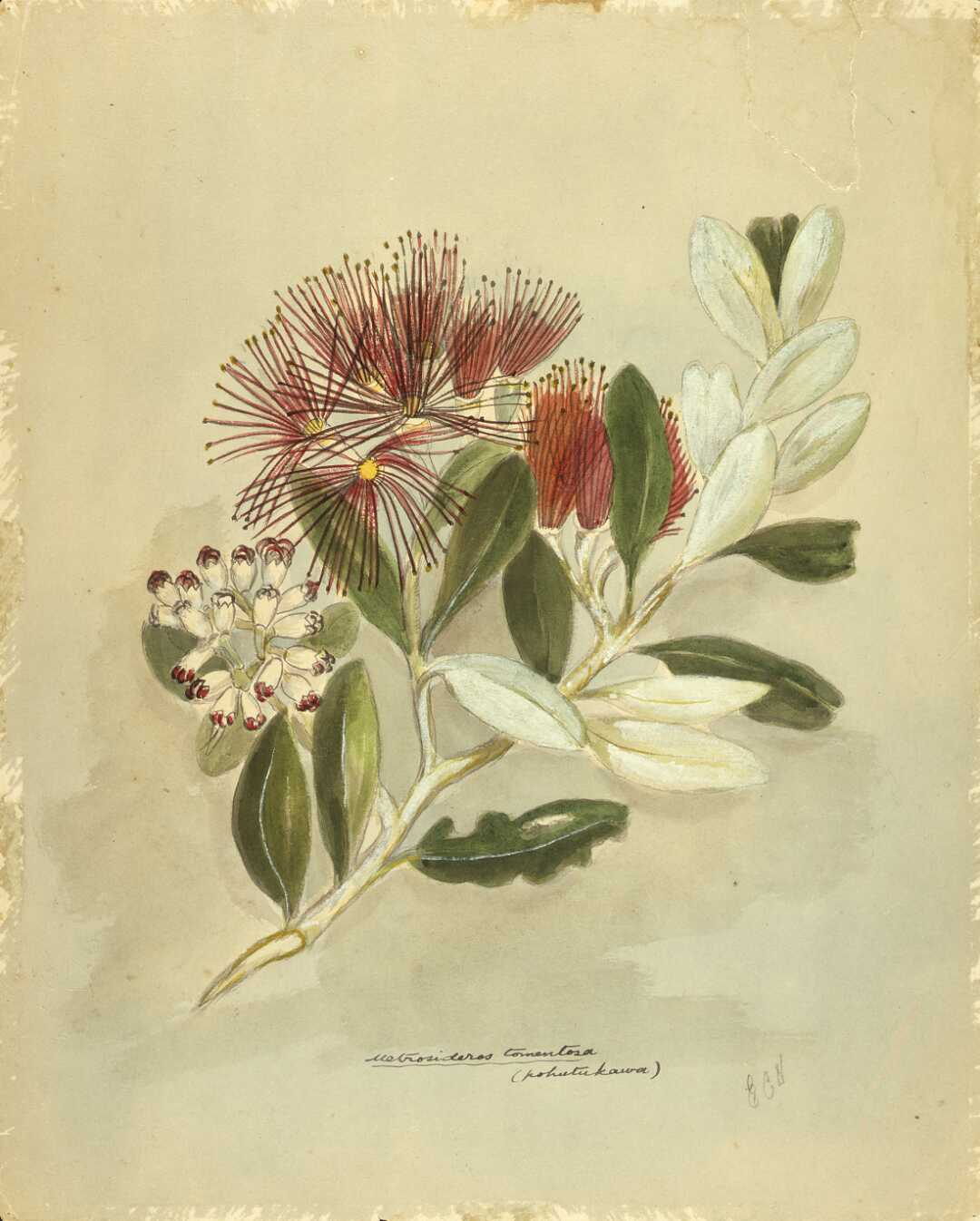
Metrosideros tomentosa (pohutukawa)
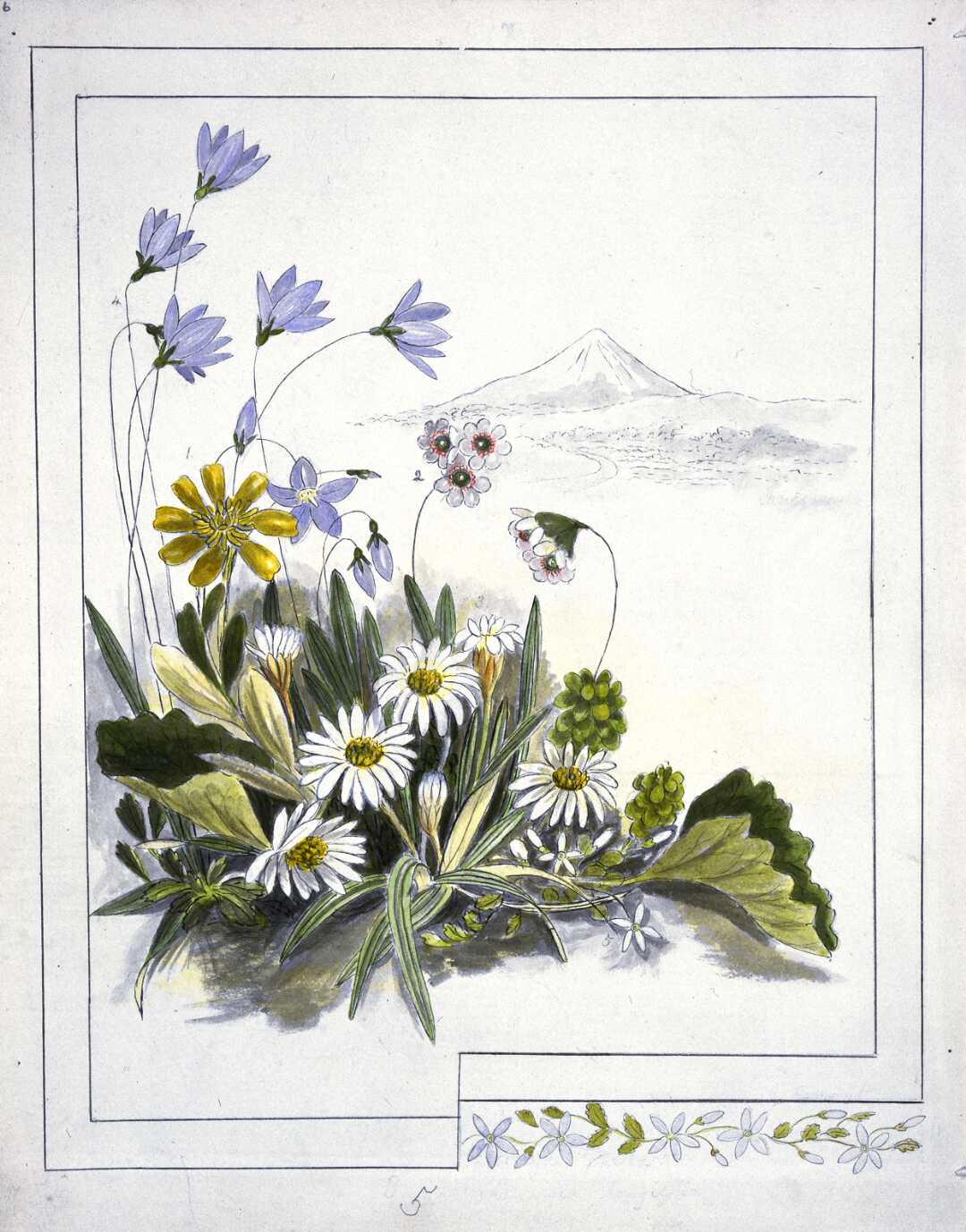
Blumen vom Mount Egmont. 1. Ranunculus pinguis. 2. Fostera [sic] tenella. 3. Celmisia longifolia. 4. Wahlenbergia gracilis. 5. Lobelie
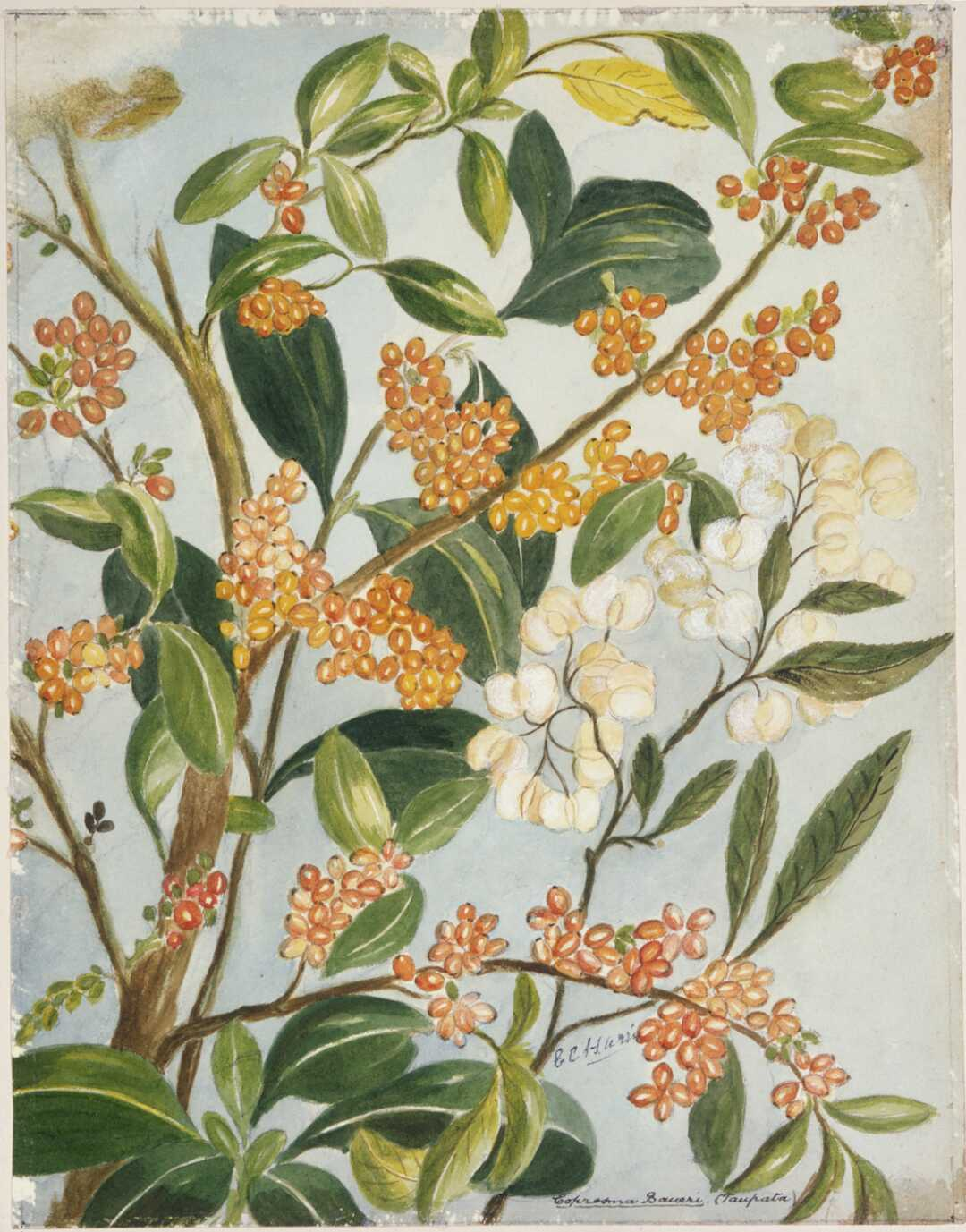
Coprosma baueri (taupata)
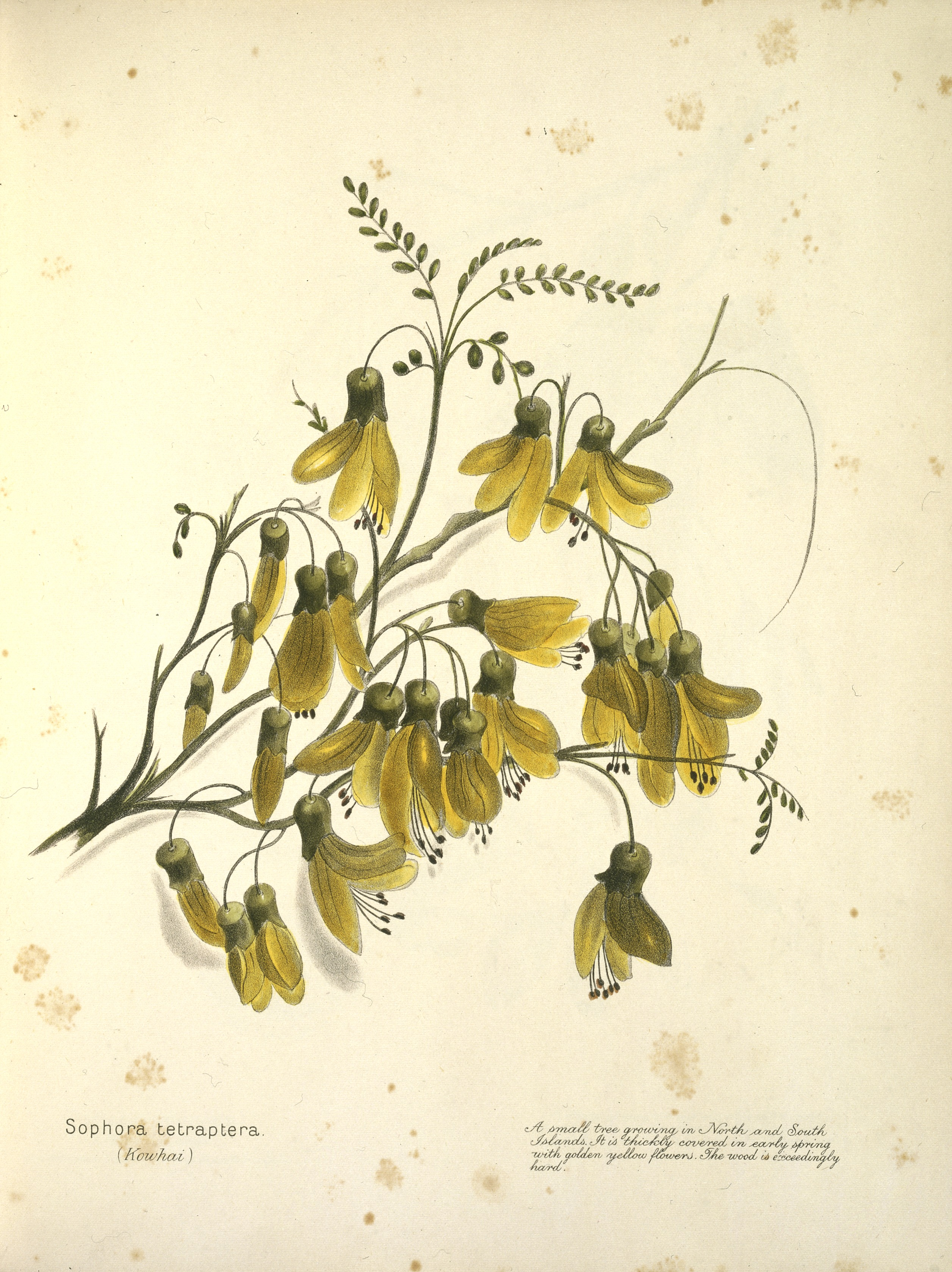
Sophora tetraptera (kowhai)

## Ehrungen (Auswahl)
- 2017: 150 Women in 150 Words der Royal Society Te Apārangi